# Chapelle des Pénitents noirs de Villefranche-de-Rouergue
La Chapelle des Pénitents noirs de la Sainte Croix a été construite à Villefranche-de-Rouergue entre 1642 et 1671. Elle fait l’objet d’un classement au titre des monuments historiques depuis le 15 juin 1920.

## Histoire
La France, après la fin des guerres de religion, après l'abjuration et le couronnement d'Henri IV, en 1593 et 1594, après la promulgation de l'Édit de Nantes et la soumission des derniers ligueurs qui reconnaissent le roi en 1598, retrouve une paix religieuse précaire. La paix intérieure revenue, les autorités catholiques vont mettre en œuvre une importante activité de prédication et de formation en application des réformes décidées par le concile de Trente terminé en 1563 et qu'on nomme la Contre-Réforme.
Les confréries sont des associations charitables de pénitence, de dévotion, de prière et de secours fondées en s'inspirant des idées de saint François de Sales.
En 1600, les protestants du Languedoc s'étaient plaints auprès du roi de l'activité des confréries de pénitents de cette province. Celui-ci avait répondu qu'il n'entrait pas dans ses intentions de les interdire, mais que s'il y avait des abus, il interviendrait auprès des autorités religieuses concernées.

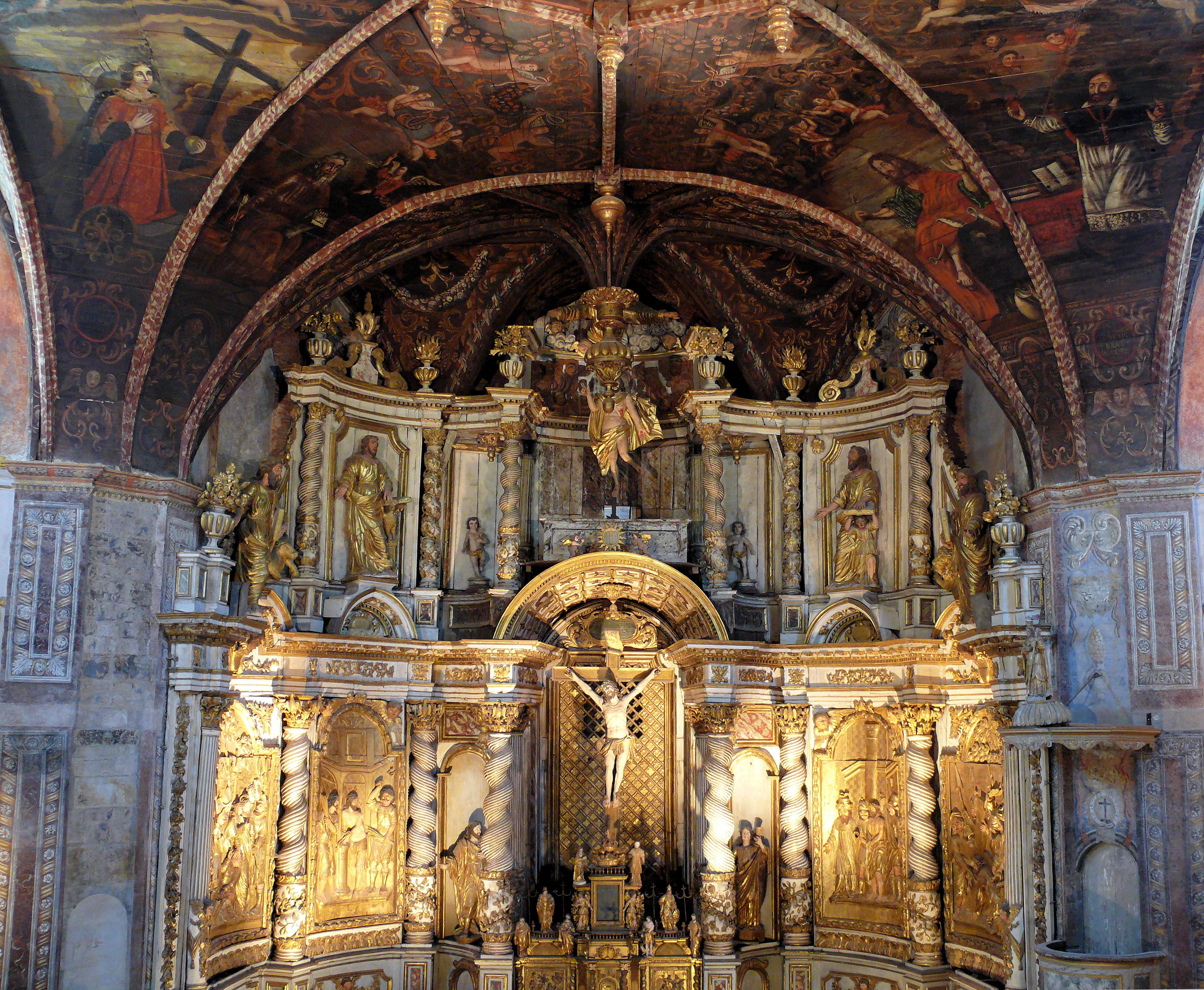
Retable

La confrérie des Pénitents noirs de la Sainte-Croix est fondée le 17 juin 1609 par permission de François de Corneillan, évêque de Rodez, peu après la fondation de la confrérie des Pénitents bleus de Saint-Jérôme, le 15 mars. Cela s'est fait après la prédication dans la ville du père provincial des capucins. Le pape Paul V accorda une bulle en faveur de l'établissement de la congrégation des pénitents noirs, le 25 juillet 1609, fulminée le 25 mars 1610 par ordre de François de Corneillan et obtenue par Guillaume Vaïsse, prêtre et prieur du Cuzoul et maître de cérémonie de la dévote confrérie des pénitents noirs. Le 25 juin 1609, les Pénitents noirs, au nombre d'une soixantaine, font leur première procession en sortant de la chapelle Saint-Jacques.

La confrérie des Pénitents noirs n'est pas très riche au moment de sa fondation et ne possède pas de terrain pour construire sa chapelle. Ses membres se contentent à ses débuts de faire leurs dévotions dans la chapelle Saint-Jacques, proche de l'actuelle chapelle des Pénitents noirs.
En 1642, M. de Garibal, un des membres de la confrérie, fait un don important permettant d'acheter le terrain, près des remparts de la ville et de la chapelle Saint-Jacques, pour entreprendre la construction de la chapelle.
La première pierre est posée le 10 janvier 1642. Le plan adopté s'inspire de la chapelle de la congrégation royale des Pénitents bleus de Saint-Jérôme de Toulouse. La cérémonie est présidée par Antoine Hérail, prévôt du chapitre collégial, et la première pierre est posée par Jean de Pomayrol, président du sénéchal et siège présidial de Rouergue. L'architecte est Pierre Didry, originaire de Montaigu (en Vendée), qui a fait le portail. Un don important de Géraud Caval a permis de continuer la construction. La croix y a été plantée en septembre, permettant aux pénitents d'y faire leurs dévotions.
Le 19 juin 1664, les pénitents noirs laissèrent la chapelle Saint-Jacques aux pèlerins et continuèrent leurs exercices de dévotion dans leur chapelle dédiée à la Sainte Croix, ayant décidé d'en faire terminer la construction des dômes et de la couverture par l'architecte Foulé.
Par manque d'argent, les travaux continuent lentement jusqu'en 1671. Le gros œuvre est achevé, permettant à l'évêque d'Agde, Louis Fouquet, relégué à Villefranche-de-Rouergue par lettre de cachet du roi en 1665 à la suite de l'arrestation de son frère Nicolas Fouquet, de bénir l'édifice le 27 mai 1671. La première messe y est dite par Monseigneur Deymier, et le premier sermon prononcé le 4 juin par le révérend père Valière, recteur du collège des Doctrinaires.
À la suite de l'incendie qui détruisit la chapelle Saint-Jérôme des pénitents bleus, le 4 juin 1673, les pénitents noirs participèrent aux processions décidées par l'évêque de Rodez.
En 1701, le plafond en bois est décoré de peintures, signées Guy, exaltant le culte de la Vraie Croix.
Après la confrérie des Pénitents bleus, celle des Pénitents noirs se rendit à Rodez en procession à partir du 26 mai 1702 pour le jubilé séculaire décidé à Rome, en revint le 30 et fut accueillie à l'entrée de la ville par la confrérie des Pénitents bleus pour aller à la collégiale.
Puis, en 1709, est commencé le retable en bois doré sur lequel est sculpté différentes scènes de la Passion du Christ, terminé en 1725. La mise en place du retable va diminuer le nombre de fenêtres et réduire l'éclairage.
Le 24 février 1717, la cloche de la chapelle se rompt pendant que l'on sonne pour le décès de Jean Rouch, prêtre chanoine, membre de la confrérie. Elle est refondue le 27 avril et bénie le 2 mai par Joseph Lateule, prêtre et leur directeur.
Au milieu du XVIIIe siècle, la confrérie va comprendre jusqu'à près de trois cents membres. Elle va faire modifier la façade en lui ajoutant le fronton circulaire et la balustrade. La décoration intérieure est reprise en recouvrant les murs de peintures imitant le marbre. 

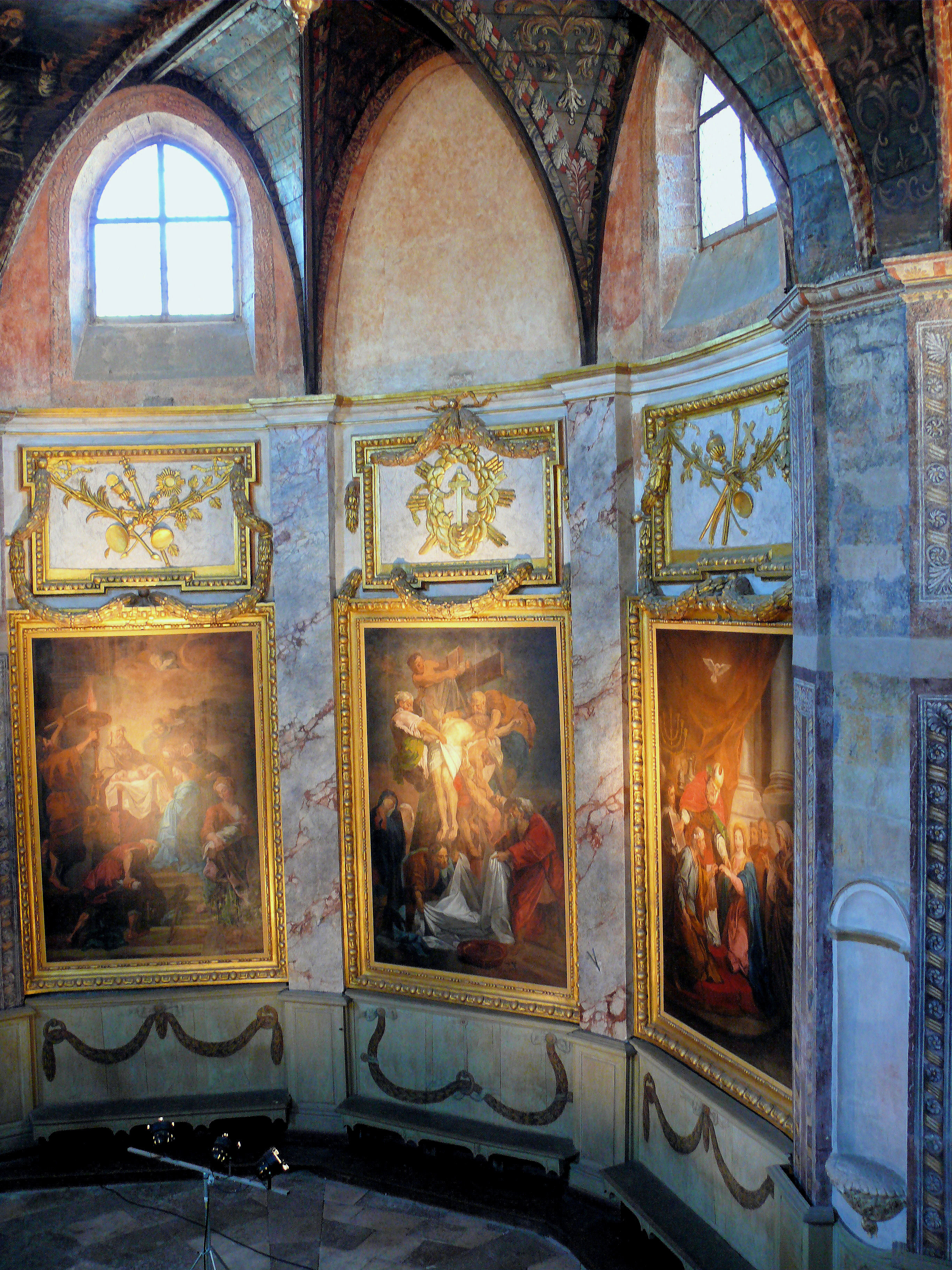
Les tableaux du côté Nord

Les hautes fenêtres qui éclairaient la chapelle sont partiellement fermées pour permettre la mise en place de six tableaux commandées en 1766 au peintre d'origine lorraine Dujon qui travaillait alors à Toulouse. D'après l'étude de Daniel Brillet publiée en 2016 dans les Mémoires de la Société des Amis de Villefranche, ce sont des copies de tableaux religieux :
- côté Sud :
  - l'Annonciation, d'après Boullogne le Jeune,
  - l'Érection de la Croix, d'après Jean Jouvenet,
  - l'Adoration des Bergers, d'après Carle Van Loo,
- côté Nord :
  - la Présentation de Jésus au Temple d'après Jean Jouvenet
  - la Descente de Croix, d'après Jean Jouvenet,
  - le Mariage de la Vierge Marie, d'après Carle Van Loo,

Ces tableaux sont placés dans des cadres en gypserie dorés à la feuille.
Les peintures de la voûte sont restaurées en 1767.
La confrérie périclite avant la Révolution. La chapelle est vendue comme bien national en 1792. Elle est rachetée en 1805 par d'anciens membres de la confrérie. En 1808 y sont placées sur la tribune des stalles provenant de l'abbaye de Loc-Dieu, exécutées vers 1480 par André Sulpice qui avait été l'auteur de celles de la collégiale et de la chartreuse de Villefranche-de-Rouergue.
La confrérie a été très active au XIXe siècle, période de grande pratique religieuse; elle a été dissoute en 1905, après la loi de 1905.
Depuis quelques années, la restauration de la chapelle a été entreprise, destinée à lui rendre son éclat ancien. Elle a fait apparaître des peintures du XVIIe siècle sur les pilastres qui soutiennent la voûte. Le restaurateur a choisi de mettre en évidence ces peintures plutôt que de restaurer le faux marbre peint au XVIIIe siècle bien que cela les rend un peu singulières par rapport à la décoration de la chapelle voulue au XVIIIe siècle. Le monument est ouvert à la visite en saison.

### Plan général

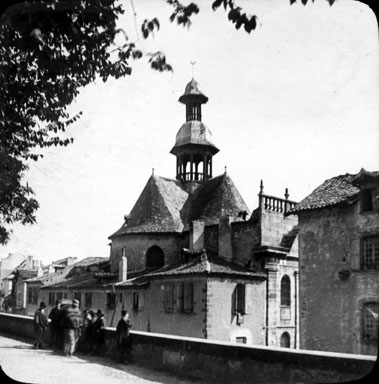
La chapelle des Pénitents-Noirs.

### La voûte

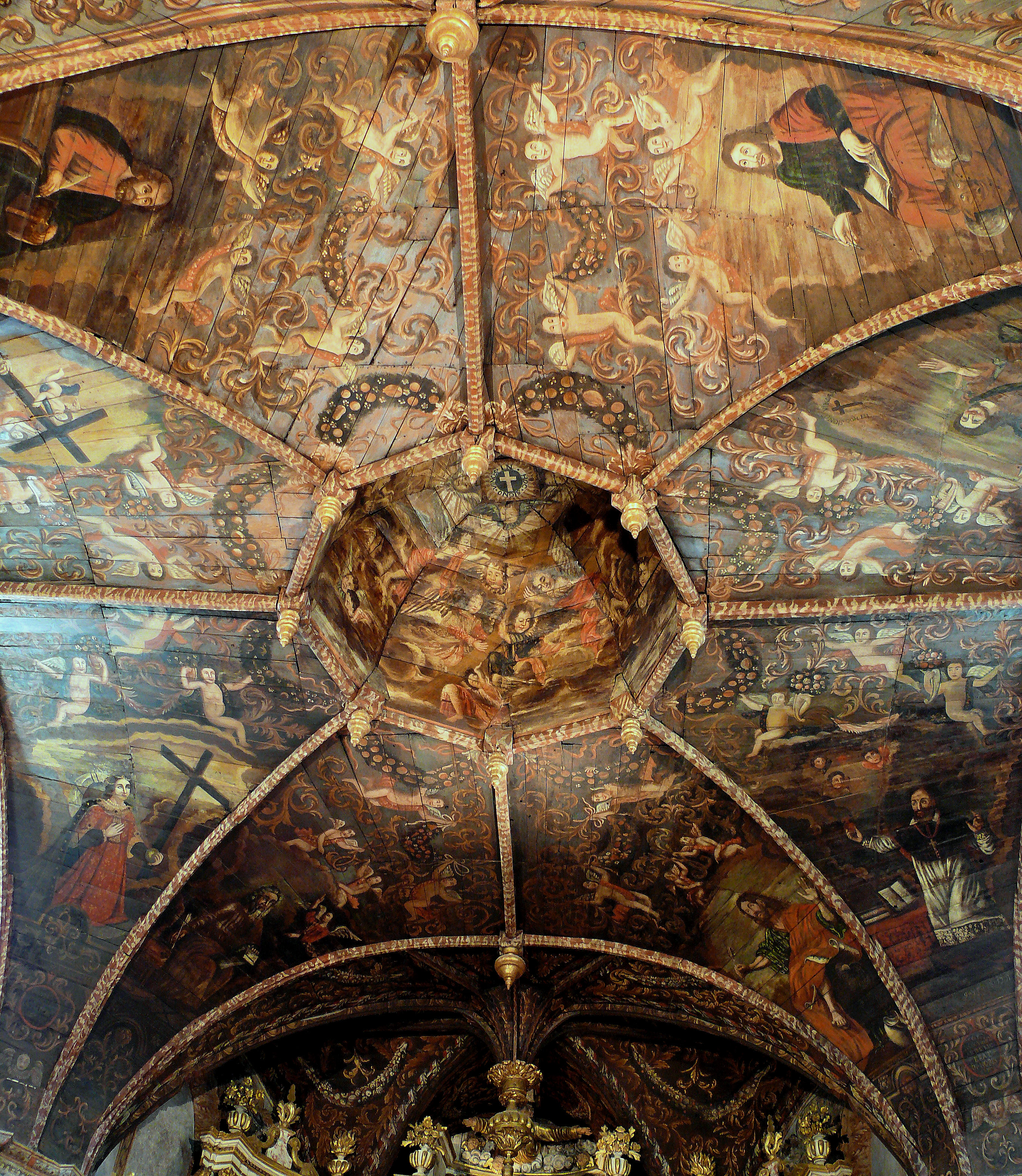
Peintures de la voûte

### Le retable

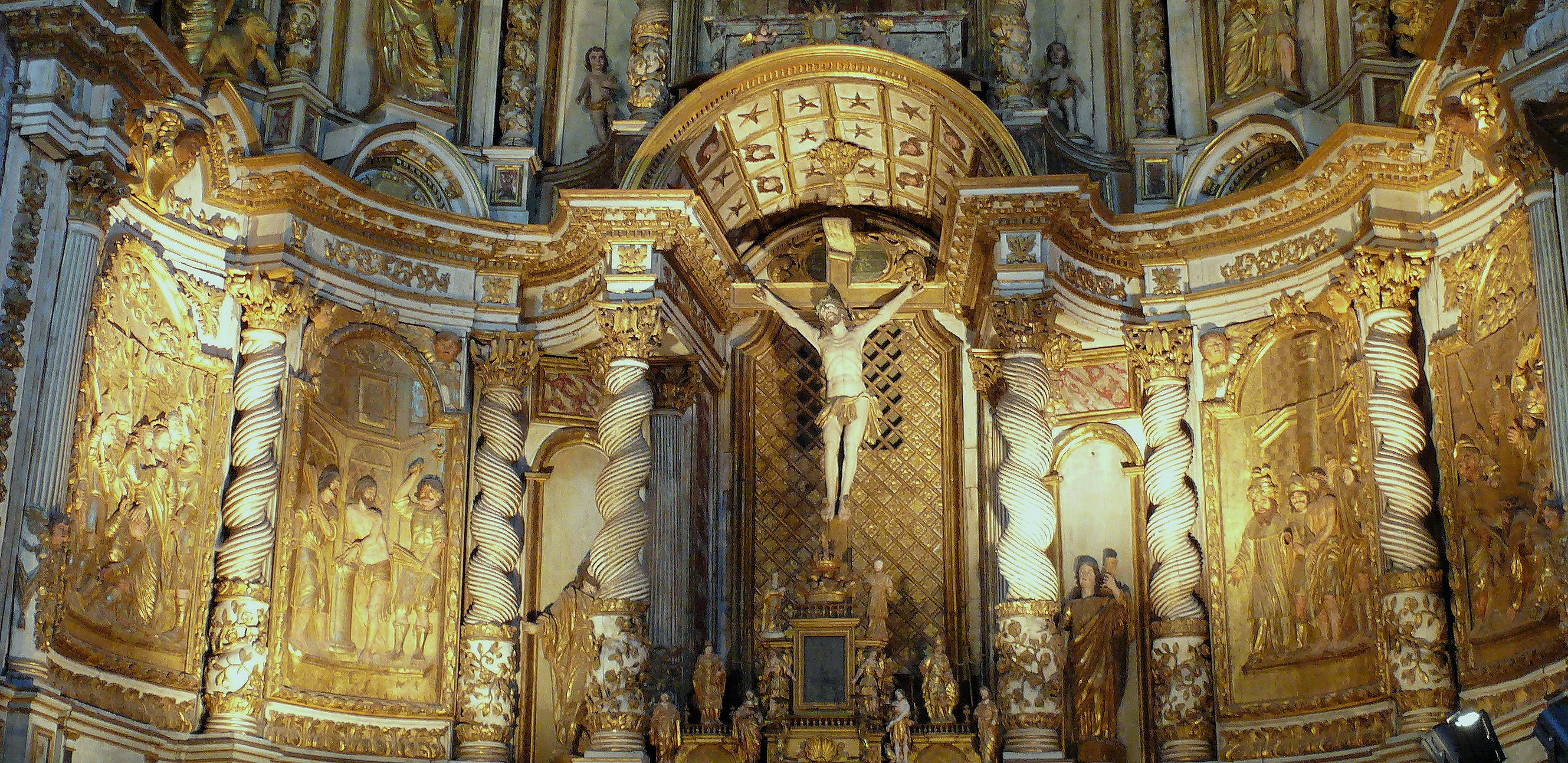
Le retable